# Pierre Rougean
 (août 2024).
La mise en forme du texte ne suit pas les recommandations de Wikipédia : il faut le « wikifier ».
Les points d'amélioration suivants sont les cas les plus fréquents. Le détail des points à revoir est peut-être précisé sur la page de discussion.
- Les titres sont pré-formatés par le logiciel. Ils ne sont ni en capitales, ni en gras.
- Le texte ne doit pas être écrit en capitales (les noms de famille non plus), ni en gras, ni en italique, ni en « petit »…
- Le gras n'est utilisé que pour surligner le titre de l'article dans l'introduction, une seule fois.
- L'italique est rarement utilisé : mots en langue étrangère, titres d'œuvres, noms de bateaux, etc.
- Les citations ne sont pas en italique mais en corps de texte normal. Elles sont entourées par des guillemets français : « et ».
- Les listes à puces sont à éviter, des paragraphes rédigés étant largement préférés. Les tableaux sont à réserver à la présentation de données structurées (résultats, etc.).
- Les appels de note de bas de page (petits chiffres en exposant, introduits par l'outil «  Source ») sont à placer entre la fin de phrase et le point final[comme ça].
- Les liens internes (vers d'autres articles de Wikipédia) sont à choisir avec parcimonie. Créez des liens vers des articles approfondissant le sujet. Les termes génériques sans rapport avec le sujet sont à éviter, ainsi que les répétitions de liens vers un même terme.
- Les liens externes sont à placer uniquement dans une section « Liens externes », à la fin de l'article. Ces liens sont à choisir avec parcimonie suivant les règles définies. Si un lien sert de source à l'article, son insertion dans le texte est à faire par les notes de bas de page.
- La présentation des références doit suivre les conventions bibliographiques. Il est recommandé d'utiliser les modèles {{Ouvrage}}, {{Chapitre}}, {{Article}}, {{Lien web}} et/ou {{Bibliographie}}. Le mode d'édition visuel peut mettre en forme automatiquement les références.
- Insérer une infobox (cadre d'informations à droite) n'est pas obligatoire pour parachever la mise en page.

Pour une aide détaillée, merci de consulter Aide:Wikification.
Si vous pensez que ces points ont été résolus, vous pouvez retirer ce bandeau et améliorer la mise en forme d'un autre article.
 (novembre 2017).
Si vous disposez d'ouvrages ou d'articles de référence ou si vous connaissez des sites web de qualité traitant du thème abordé ici, merci de compléter l'article en donnant les références utiles à sa vérifiabilité et en les liant à la section « Notes et références ».
Pierre Rougean, né le 30 octobre 1967, est un réalisateur et un auteur-compositeur-interprète français résidant à Toulouse.
Après avoir écrit et composé plusieurs albums chez Sony (1998-2002) puis Naïve (2004-2007) au sein des groupes Statics puis Milo, Pierre Rougean assure aujourd’hui[Quand ?] la direction artistique de nombreux projets issus de la nouvelle scène française.
Il a réalisé ou coréalisé une dizaine d’albums, dont ceux de Cats On Trees pour Tôt Ou Tard (hiver 2013), de The Dodoz pour Murrayfield / Columbia, de Rodolphe Testut pour Warner, de Paganella pour Discograph, de Milo pour Naïve…
Pierre Rougean dirige une société d’édition et de production indépendante et possède son propre studio d'enregistrement.

## Biographie

### Parcours et formations
Originaire de Toulouse, Pierre Rougean étudie très jeune le solfège et le piano avant de passer à la batterie à l’âge de 12 ans. Après quelques groupes de reprises, il devient le batteur de plusieurs groupes de rock toulousains avec lesquels il enregistrera singles, albums ou compilations, notamment sur les labels indépendants Black & Noir, Danceteria, et Boom Rang[réf. nécessaire].
En 1994, il écrit et compose ses premières chansons. La même année, après une maîtrise scientifique et un diplôme de gestion d’entreprise, il est diplômé ingénieur en écologie et aménagement du territoire à l’UNESCO Paris.
Il devient ensuite « Cadre chargé de mission » auprès du Conseil général du département du Tarn, où il gérera pendant plusieurs années les budgets européens destinés au développement des entreprises.

### Auteur-compositeur-interprète
En parallèle, il interprète ses premières chansons sous le nom d’artiste « Statics ». Il choisit de signer son premier contrat d’artiste chez Sony Music Entertainment, label Small, avec Phillipe Desindes en juillet 1997 et son premier contrat d’édition chez BMG Publishing avec Stéphane Berlow en septembre de la même année.

#### Sony Music:Statics, album 1 et 2
Pour son premier album, 20e siècle, il enregistre et interprète lui-même la totalité des instruments, chez lui dans le home studio installé par son label. La finalisation de cet enregistrement sera assurée par Matthieu Ballet dans les studios Sony, avenue de Wagram à Paris, puis l’album sera mixé dans le studio Tricatel (de Bertrand Burgalat et Thomas Jamois).
En juin 1998, il part à Londres masteriser ses chansons au studio Metropolis avec Tony Cousins et l’album, dont la pochette est réalisée par Jean-Philippe Verdin (Readymade FC) sort à l’automne 1998.
Pour son deuxième album, il part en Angleterre au Parkgate studio d’Hasting en avril 2000 et s'entoure de Daniel Roux à la basse, de Romain Viallon et de Daniel Presley à la réalisation. Il part en Hongrie à Budapest pour enregistrer les cordes. Les enregistrements seront réalisés à l’auditorium de la radio nationale (Radio Magyar) par le Budapest Film Orchestra. Suivront les mixages au Parkgate studio et le mastering à Metropolis Londres avec Ian Cooper.
L’album sort au printemps 2001 et est suivi d'une tournée en France et en Belgique.

#### Naïve:Miloalbum 1
En 2002, Philippe Desindes le directeur du label quitte Sony pour Warner. Pierre Rougean quitte aussi Sony l’année suivante pour monter un nouveau projet, Milo, dans lequel il est auteur et compositeur mais laisse l’interprétation à Corinne.
En 2003, Warner, Delabel, Tôt ou tard et d’autres labels sont séduits mais c’est finalement chez Naïve avec Patrick Zelnik, Frederick Rebet et Marie Audigier que Milo décide de signer son contrat d’artiste. La chanson 24 images par seconde emmène parallèlement Naïve à proposer à Pierre Rougean un contrat d’édition avec Naïve éditions (dirigées par Thomas Jamois) ; le contrat sera signé à l’automne 2004. Le projet Milo sera un temps coédité par Anne Claverie.
Le premier album de Milo est réalisé par Pierre Rougean et Jean-Louis Pierrot. Il est enregistré au studio Juno et mixé au studio Plus XXX à Paris par Philippe Balzé. À cette occasion, il rencontre le batteur Philippe Entressangle qu’il rappellera sur plusieurs réalisations ultérieures.
L’album de Milo sort en mars 2005.

### Réalisation et développement de projet
À partir de 2005, Pierre Rougean s’engage dans le développement de nombreux projets issus de la nouvelle scène française ; il s’engage dans la production, l’édition, et le développement de carrière des artistes ou groupes qui le séduisent le plus.
En 2016, Pierre Rougean fonde IN THE CITY (Label et Edition) en partenariat avec SONY ATV et WAGRAM MUSIC avec pour objectif de développer de nouveaux Artistes.
Les premières signatures sont NORMA, KOMOREBI, EYAL.

## Discographie
| Album & EP |                                             |
| --- | ------------------------------------------- |
| CATS ON TREES Album 3 (2021) Tôt ou Tard / Nos Futurs Music                                                          | Coréalisateur / Coéditeur /Ingénieur du son |
| KOMOREBI -ICI- Premier EP (2021) IN THE CITY / SONY PUBLISHING/ WAGRAM MUSIC                                         | Directeur artistique /Coéditeur /Producteur |
| EYAL Single « On dirait le bonheur » (2020) IN THE CITY / COLUMBIA                                                   | Directeur artistique /Coéditeur             |
| NORMA Album Female jungle (2019) IN THE CITY /SONY PUBLISHING/Short Cuts                                             | Directeur artistique /Coéditeur             |
| CATS ON TREES Album 2 « NEON » (2018) Tôt ou Tard / Nos Futurs Music                                                 | Coréalisateur / Coéditeur /Ingénieur du son |
| NORMA Premier EP « BADLANDS » (2017) IN THE CITY / SONY PUBLISHING/ WAGRAM MUSIC                                     | Directeur artistique /Coéditeur /Producteur |
| LE COMMON DIAMOND / NOIR CŒUR / ALONE WITH EVERYBODY (2014 -2017) IN THE CITY                                        | Directeur artistique /éditeur /Producteur   |
| Cats on trees (2013) : Tôt ou tard / Nos Futurs Music                                                                | Réalisation – Co-composition – musicien     |
| Yaa (2012) : Sauvagerie, Nos Futurs Music                                                                            | Réalisation – Enregistrement – Mixage       |
| J. Nectar (2011), Au fond d’une heure oubliée, Nos Futurs Music / DC2L                                               | Réalisation – Enregistrement – Mixage       |
| R. Testut (2007 - 2010), Jure sur ma tête, Warner Music / Nos Futurs Music, Je me souviens de tout, Nos Futurs Music | Réalisation – Musicien                      |
| The Dodoz (2009), Do you like boys, COLUMBIA / Nos Futurs Music                                                      | Réalisation                                 |
| Bogart & The addictives (2008), Branch records USA                                                                   | Réalisation                                 |
| Milo (2006), 24 images, Naïve & Naïve édition                                                                        | Réalisation – Composition – Musicien        |
| Statics (2001), Ce soir je rêve, Sony music / universal                                                              | Écriture – Composition – Interprétation     |
| Statics live(1999), Tournée 99, Sony music / BMG Publishing                                                          | Écriture – Composition – Interprétation     |
| Statics (1998), 20e siècle, Sony music / BMG Publishing                                                              | Écriture – Composition – Interprétation     |